# الامگیرپور
الامگیرپور (به انگلیسی: Alamgirpur) یک منطقهٔ مسکونی در هند است که در اوتار پرادش واقع شده‌است.